# Championnat du monde de patinage artistique 1901
Navigation
Mondiaux 1900 Mondiaux 1902
Le Championnat du monde de patinage artistique 1901 a lieu du 10 au 11 février 1901 à Stockholm aux Royaumes unis de Suède et de Norvège.
Initialement attribué à Londres au Royaume-Uni, le mondial est transféré dans la capitale suédoise en raison de la mort de la reine Victoria le 22 janvier 1901. 

## Podium
| Épreuves                      | Or             | Argent        | Bronze |
| ----------------------------- | -------------- | ------------- | ------ |
| Messieurs résultats détaillés | Ulrich Salchow | Gilbert Fuchs |        |

## Tableau des médailles
| Rang  | Nation    | Or | Argent | Bronze | Total |
| ----- | --------- | -- | ------ | ------ | ----- |
| 1     | Suède     | 1  | 0      | 0      | 1     |
| 2     | Allemagne | 0  | 1      | 0      | 1     |
| Total | Total     | 1  | 1      | 0      | 2     |

## Détails de la compétition Messieurs
| Rang    | Nom            | Nation    | Places | Points | Fig. impo. | Prog. libre |
| ------- | -------------- | --------- | ------ | ------ | ---------- | ----------- |
| 1       | Ulrich Salchow | Suède     | 9      | 237.1  | 1          | 2           |
| 2       | Gilbert Fuchs  | Allemagne | 9      | 234.5  | 2          | 1           |
| Forfait | G. Hoppe       | Russie    |        |        |            |             |
| Forfait | A. Panin       | Russie    |        |        |            |             |